# Elatostema jinpingense
Elatostema jinpingense är en nässelväxtart som beskrevs av Wen Tsai Wang. Elatostema jinpingense ingår i släktet Elatostema och familjen nässelväxter. Inga underarter finns listade i Catalogue of Life.